# Emmanuel Wamala
Emmanuel kardinál Wamala (* 15. prosince 1926 Kamaggwa) je ugandský římskokatolický kněz, bývalý arcibiskup Kampaly, kardinál.
Kněžské svěcení přijal 21. prosince 1957 v Římě, kde poté pokračoval ve studiích. Na Papežské univerzitě Urbaniana získal licenciát z teologie, na Papežské univerzitě Gregoriana licenciát ze společenských věd. Působil poté v ugandské diecézi Masaka, kde byl inspektorem diecézních škol, přednášel v semináři a v letech 1974 až 1981 byl generálním vikářem.
V červenci 1981 byl jmenovaný biskupem diecéze Kiyinda-Mityana. Biskupské svěcení mu udělil 22. listopadu téhož roku tehdejší arcibiskup Kampaly kardinál Emmanuel Kiwanuka Nsubuga. V červnu 1988 byl jmenován arcibiskupem-koadjutorem Kampaly. Řízení této arcidiecéze se ujal po odchodu kardinála Nsubugy na odpočinek 8. února 1990. V letech 1990 až 1994 byl předsedou Ugandské biskupské konference.
Při konzistoři 26. listopadu 1994 ho papež Jan Pavel II. jmenoval kardinálem. Byl prvním rektorem Univerzity ugandských mučedníků v Kampale. Po dovršení kanonického věku přijal papež Benedikt XVI. jeho rezignaci na úřad arcibiskupa Kampaly. Jeho nástupcem se stal Cyprian Kizito Lwanga.